# Prison pour femmes de Les Corts
Ne doit pas être confondu avec Prison des femmes.
Prisión de Les Corts • Presó de Dones de les Corts
La prison pour femmes de Les Corts (en espagnol : Prisión de Les Corts) (en catalan : Presó de Dones de les Corts), également appelée Prison provinciale pour femmes de Barcelone, est un ancien centre pénitentiaire espagnol situé dans le quartier de Les Corts, dans la ville de Barcelone, dans la province de Barcelone en Catalogne. 
Connu pour être un lieu de la répression nationaliste contre les femmes après la guerre d'Espagne, aux débuts de la dictature de Franco, l'établissement ferme en 1955. Détruit sous le régime de l'Espagne franquiste, l'emplacement de la prison est aujourd'hui un lieu de mémoire de l'histoire des femmes en Catalogne.

## Histoire
Situé dans le quartier de Les Corts, au sud de Barcelone près de Montjuïc, le bâtiment originel est construit au 18e siècle, bâti par la famille Duran. En 1886, il est acheté par la congrégation de la Présentation, un groupe de religieuses dominicaines françaises, qui en font un « asile pour instruire et moraliser les jeunes filles désorientées », sous le nom d'Asil del Bon Consell. 
Il garde cette fonction jusqu'à la Deuxième République.
En octobre 1936, la Généralité de Catalogne en devient propriétaire et le transforme en centre pénitentiaire pour les femmes sous le nom de Correccional General de Dones. Pendant la guerre d'Espagne, des délinquantes de droit commun mais également des prisonnières politiques comme les militantes du POUM y sont détenues.  
La prison a une capacité de 100 personnes internées. 

## Répression franquiste

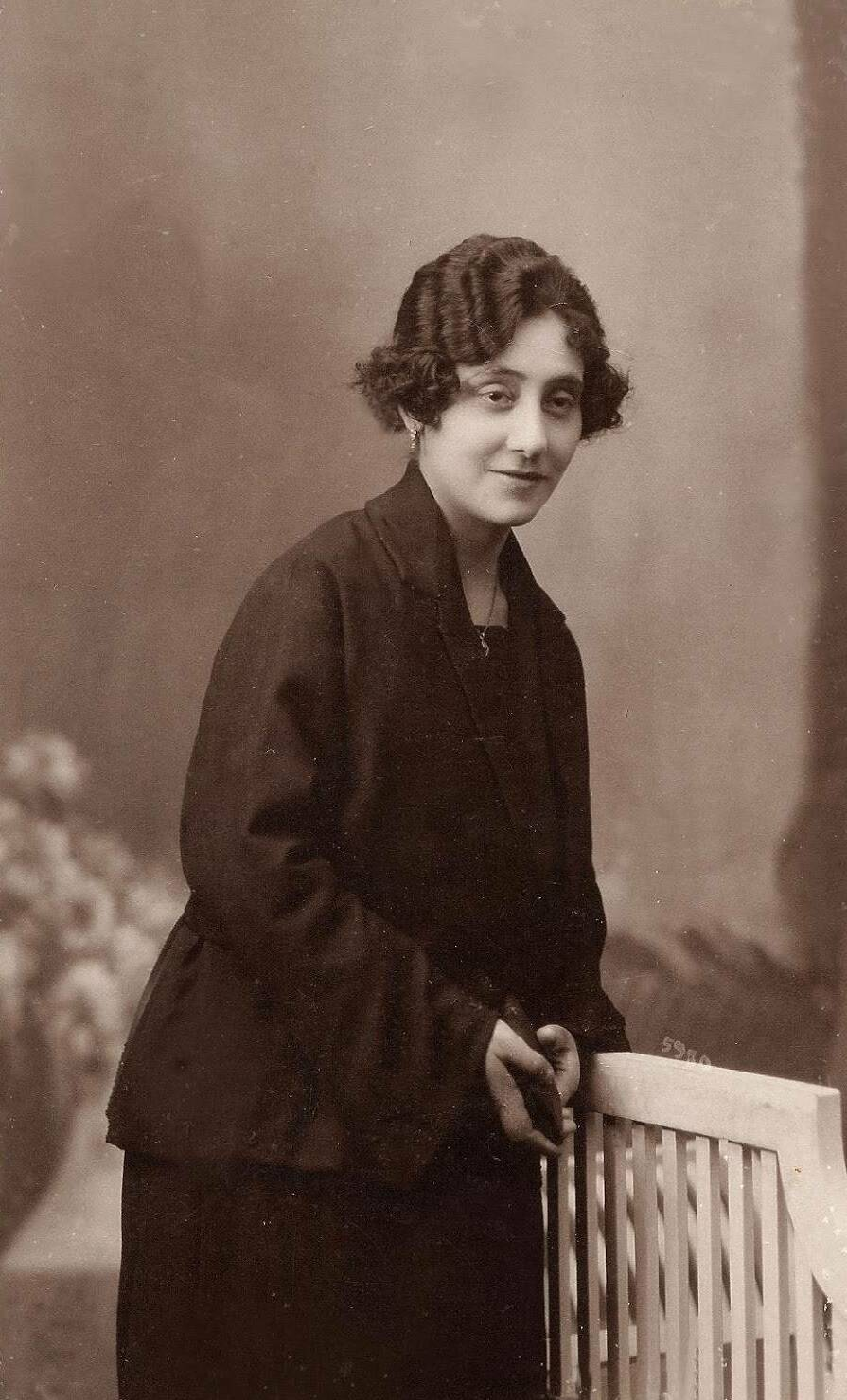
Carme Claramunt (1897-1939), prisonnière républicaine fusillée.

En janvier 1939, les troupes franquistes envahissent Barcelone. Le centre pénitentiaire devient la Prison provinciale pour femmes, gérée par une organisation religieuse, les Filles de la Charité de Saint Vincent de Paul, selon la pratique habituelle du régime franquiste dans les prisons féminines du régime. 
Mi-1939, près de 2000 femmes y sont emprisonnées, en compagnie de quarante enfants. Onze prisonnières sont fusillées entre 1939 et 1940 au camp de la Bota (qui fait partie aujourd'hui du parc del Fòrum où un Mur des Noms monumental, le Parapet des Exécutées et Exécutés (en catalan : Parapet des les Executades i Executats), est apposé).
Les opposantes politiques au franquisme y sont détenues, comme María Salvo, Isabel Vicente, Laia Berenguer, Teresa Hernández, Enriqueta Gallinat, Tomasa Cuevas, Joaquina Dorado, Carme Claramunt ou encore l'infirmière et sage-femme María de la Purificación de la Aldea y Ruiz de Castañeda et la peintre Victòria Pujolar Amat. 
En septembre 1941, Julia Romera Yáñez, compagne de cellule de Conxita Vives et de l'actrice Maruja Tomàs i Martí, est morte dans la prison à la suite des tortures et de la tuberculose. 
La prison est fermée en octobre 1955. Les prisonnières restantes sont transférées à la prison Model de Barcelone, dans le quartier de l'Eixample. 
L'édifice est alors détruit pour laisser place à des entrepôts. Le destin des femmes emprisonnées est passé sous silence par le régime, avant d'être réhabilité après la transition démocratique.

## Postérité
- Depuis 2019, l'emplacement de la prison abrite un mémorial[11].

- Le jardin du mémorial est nommé en mémoire de Carme Claramunt (1897-1939), première femme fusillée au Camp de la Bota sous la dictature franquiste[12].

## Galerie

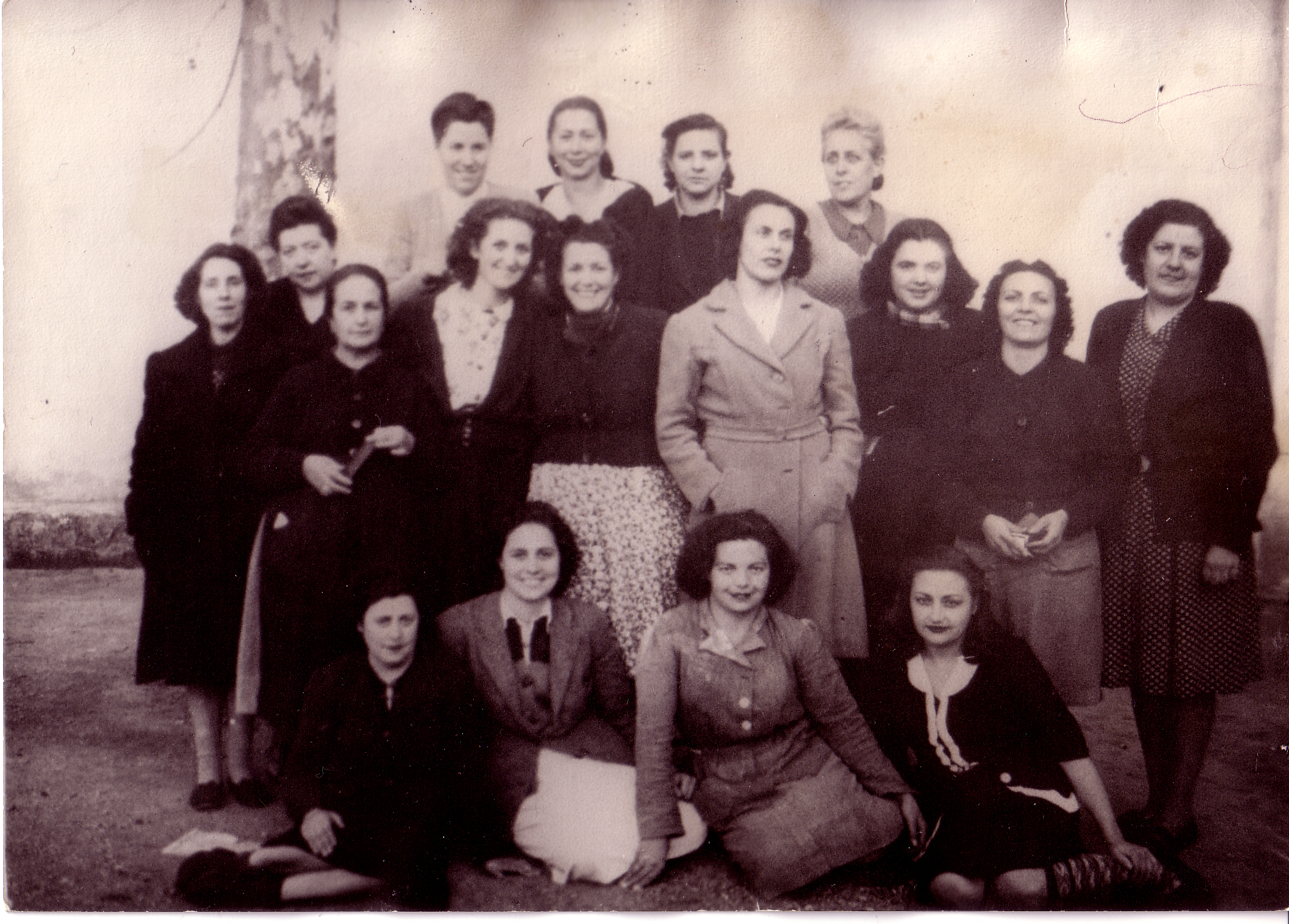
La peintre Victòria Pujolar Amat et ses camarades en 1945.
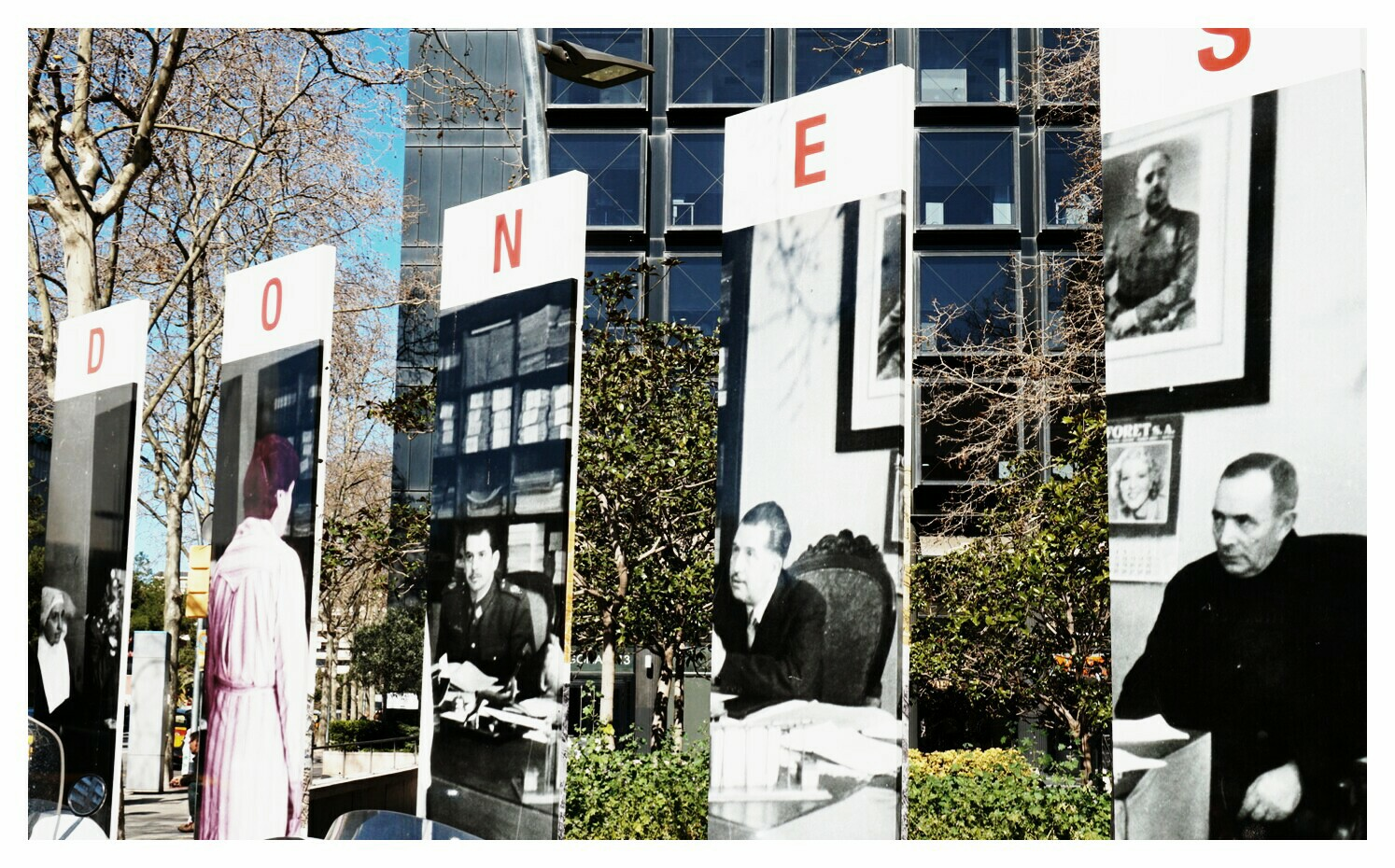
Vue du mémorial de la prison.
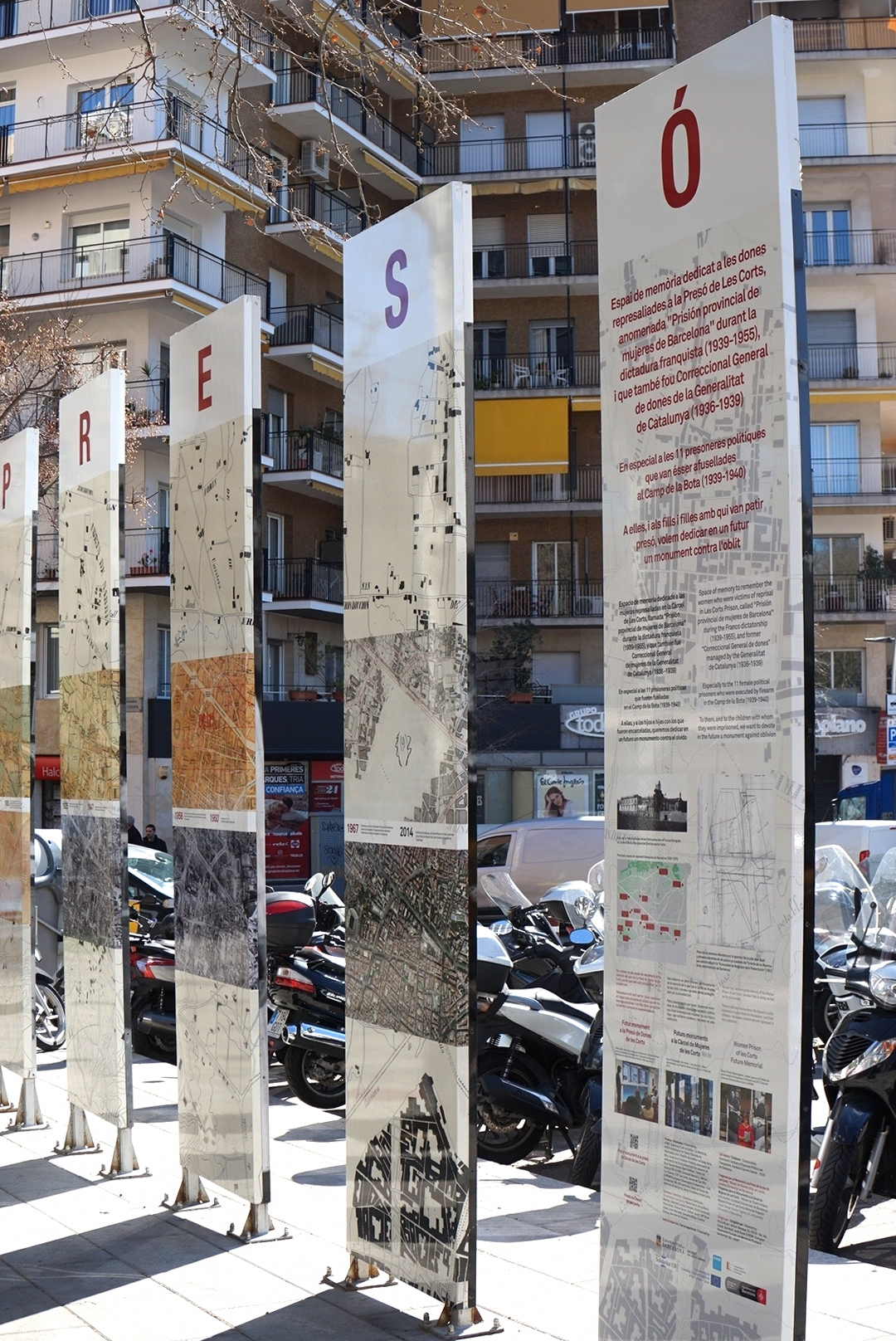
Détail du mémorial.
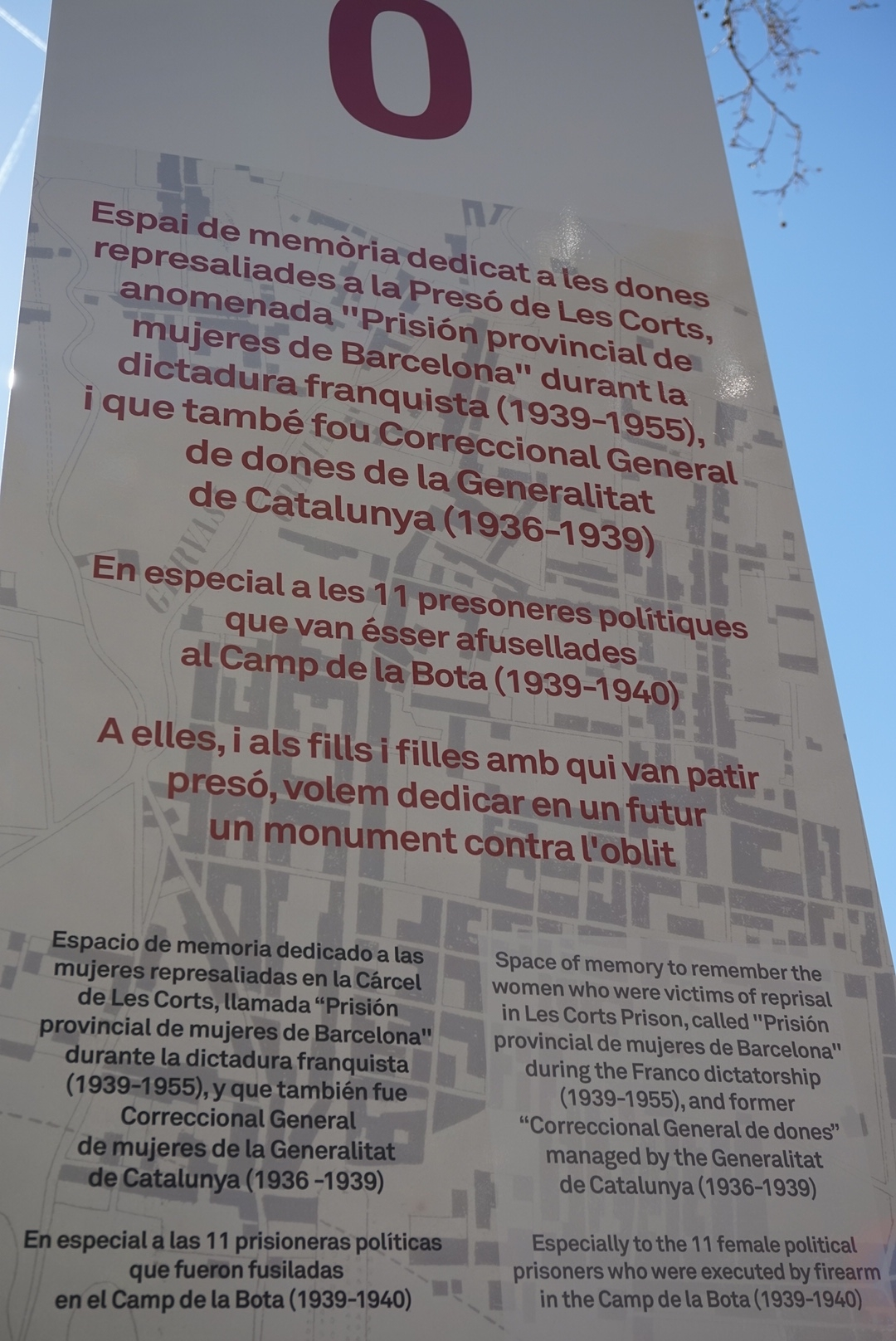
Plaque du souvenir.